# Thuyết gắn bó

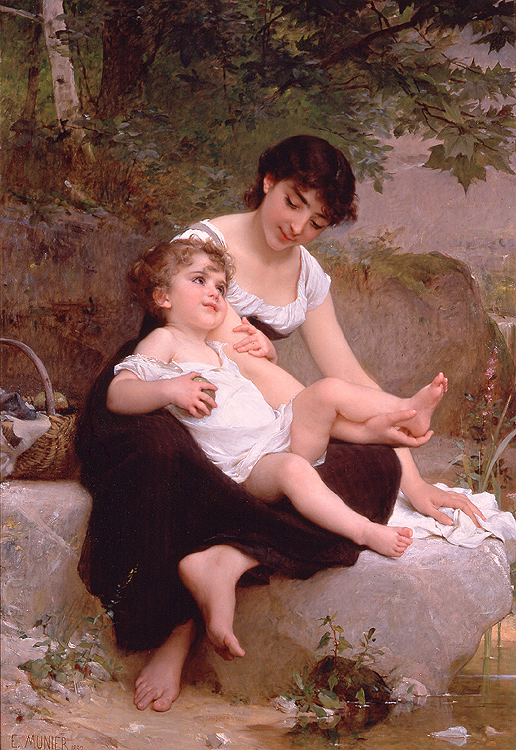
Hoạ phẩm của Émile Munier về bà mẹ trẻ và đứa con

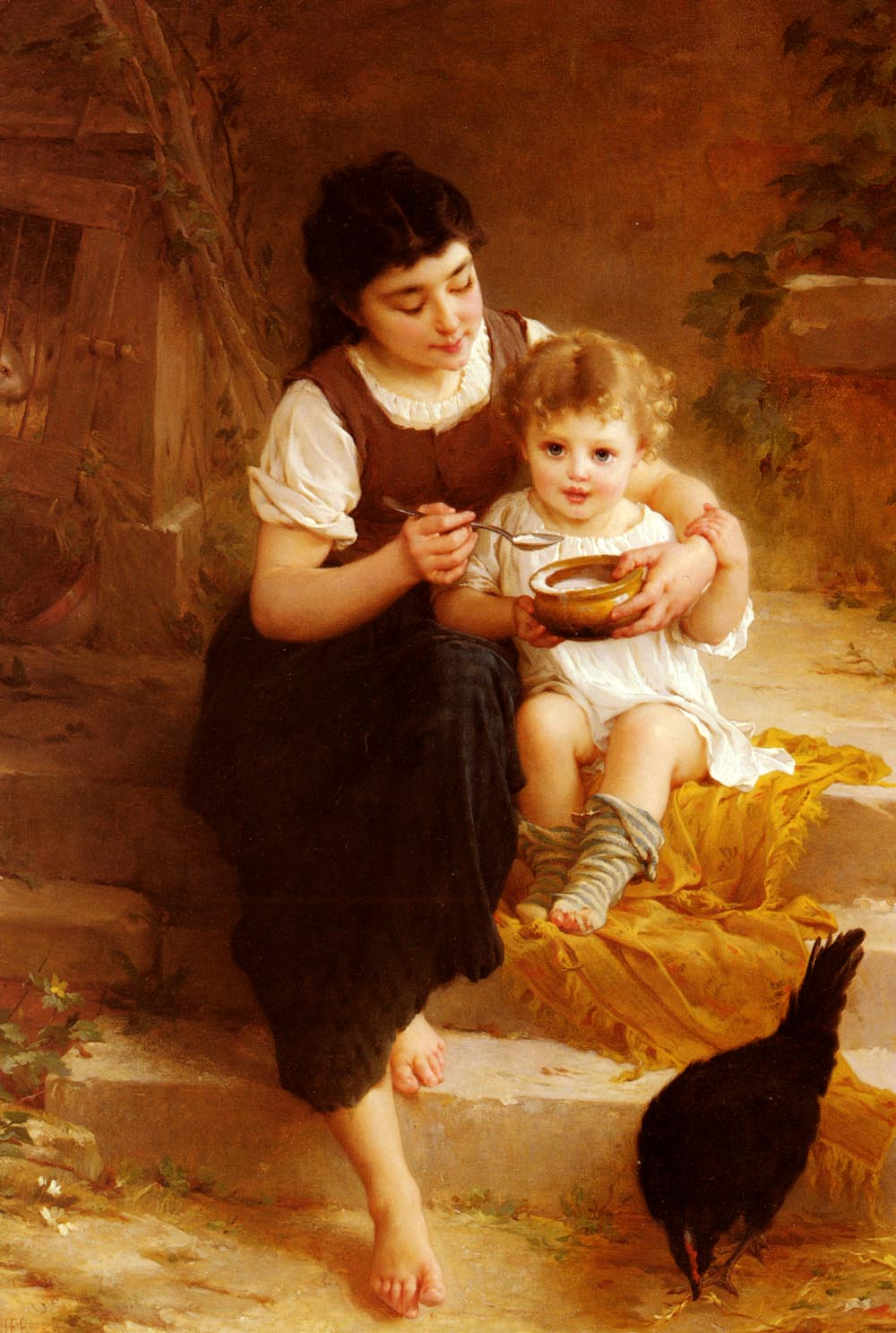
Hoạ phẩm về hai chị em

Thuyết gắn bó (Attachment theory) là một khuôn khổ tâm lý và tiến hóa liên quan đến mối quan hệ giữa con người, đặc biệt là tầm quan trọng của mối liên kết từ sớm giữa trẻ sơ sinh và người chăm sóc chính. Thuyết gắn bó được bác sĩ tâm thần và nhà phân tâm học John Bowlby phát triển nên, lý thuyết này đặt ra giả thiết rằng trẻ sơ sinh cần hình thành mối quan hệ gần gũi với ít nhất một người chăm sóc chính để đảm bảo sự sống còn và phát triển chức năng xã hội và cảm xúc lành mạnh. Các khía cạnh quan trọng của lý thuyết gắn bó bao gồm việc quan sát thấy trẻ sơ sinh tìm kiếm sự gần gũi với những người gắn bó, đặc biệt là trong những tình huống căng thẳng. Sự gắn bó an toàn được hình thành khi người chăm sóc nhạy cảm và phản ứng tích cực trong các tương tác xã hội, và luôn hiện diện, đặc biệt là trong độ tuổi từ sáu tháng đến hai tuổi. Khi trẻ lớn lên, chúng sử dụng những hình mẫu gắn bó này như một nền tảng an toàn để khám phá thế giới và tìm về sự an ủi. 
Các tương tác với người chăm sóc (kể cả bảo mẫu) hình thành nên các mô hình gắn bó lẫn nhau, từ đó tạo ra các mô hình hoạt động nội bộ ảnh hưởng đến các mối quan hệ sẽ hình thành trong tương lai. Lo lắng khi xa cách hoặc đau buồn sau khi mất đi một người gắn bó được coi là phản ứng bình thường và thích nghi đối với trẻ sơ sinh được gắn bó. Nghiên cứu của nhà tâm lý học phát triển Mary Ainsworth trong những năm 1960 và 1970 đã mở rộng công trình của Bowlby, giới thiệu khái niệm về "cơ sở an toàn", tác động của khả năng phản ứng và sự nhạy cảm của người mẹ đối với sự đau khổ của trẻ sơ sinh và xác định các kiểu gắn bó ở trẻ sơ sinh gồm gắn bó an toàn, tránh né, lo lắng (sau này là một dạng của hình thức gắn bó lo âu) và không có tổ chức. Vào những năm 1980, lý thuyết gắn bó đã được mở rộng sang các mối quan hệ của người lớn và sự gắn bó ở người lớn, khiến nó có thể áp dụng vượt ra ngoài thời thơ ấu. Lý thuyết của Bowlby tích hợp các khái niệm từ sinh học tiến hóa, lý thuyết quan hệ đối tượng, lý thuyết hệ thống kiểm soát, thuyết hành vi và tâm lý học nhận thức và đã được diễn đạt, trình bày đầy đủ trong bộ ba tác phẩm của ông mang tên Sự gắn bó và mất mát (1969–82). Thuyết gắn bó giải thích sự gắn bó về mặt cảm xúc trong các mối quan hệ của con người, đặc biệt là những mối quan hệ lâu dài. Thuyết này áp dụng cho cả mối quan hệ giữa bố mẹ với con cái, lẫn mối quan hệ yêu đương, gồm 4 kiểu: Gắn bó an toàn, gắn bó lo âu, gắn bó né tránh và gắn bó lo âu - né tránh.